# Sphingonotus africana
Sphingonotus africana är en insektsart som först beskrevs av Johnsen 1985.  Sphingonotus africana ingår i släktet Sphingonotus och familjen gräshoppor. Inga underarter finns listade i Catalogue of Life.